# Alexander Wladimirowitsch Sotow
Alexander Wladimirowitsch Sotow (russisch Александр Владимирович Зотов; * 27. August 1990 in Askis) ist ein russischer Fußballspieler.

## Karriere

### Verein
Sotow begann seine Karriere bei Spartak Moskau. Im November 2008 gab er gegen Lutsch-Energija Wladiwostok sein Debüt in der Premjer-Liga. Dies blieb in der Saison 2008 sein einziger Einsatz im Oberhaus. In der Saison 2009 kam er nicht zum Zug. In der Saison 2010 absolvierte er vier Partien in der Premjer-Liga. Zur Saison 2011/12 wurde er an den Zweitligisten Schemtschuschina Sotschi verliehen. In Sotschi kam er zu 16 Einsätzen in der Perwenstwo FNL, ehe Schemtschuschina in der Sommerpause pleite war und den Spielbetrieb einstellte. Daraufhin kehrte Sotow wieder zu Spartak zurück, wo er bis Saisonende zu sieben Einsätzen in der höchsten Spielklasse kam.
Im September 2012 wurde er ein zweites Mal verliehen, diesmal an Zweitligist Tom Tomsk. In Tomsk absolvierte er 15 Zweitligaspiele, mit Tom stieg er in die Premjer-Liga auf. Zur Saison 2013/14 kehrte er wieder nach Moskau zurück, wo er für die neu geschaffene Reserve zweimal in der drittklassigen Perwenstwo PFL auflief. Im Juli 2013 folgte anschließend die nächste Leihe, diesmal schloss er sich Zweitligist Schinnik Jaroslawl an. Für Schinnik kam er zu 26 Zweitligaeinsätzen. Zur Saison 2014/15 wurde Sotow ein viertes Mal verliehen, er wechselte innerhalb der Premjer-Liga zu Arsenal Tula. Für Tula lief er 21 Mal im Oberhaus auf.
Zur Saison 2015/16 kehrte er abermals nach Moskau zurück und wurde wieder in Spartaks Profikader integriert. Für den Hauptstadtklub kam er in jener Saison zu 20 Einsätzen in der Premjer-Liga. Zur Saison 2016/17 wechselte er innerhalb der Stadt zum Zweitligisten FK Dynamo Moskau. Für Dynamo kam er zu 30 Zweitligaeinsätzen, die Moskauer stiegen zu Saisonende in die höchste Spielklasse auf. In dieser absolvierte der Mittelfeldspieler in der Saison 2017/18 14 Partien. Zur Saison 2018/19 wurde er innerhalb der Liga an den Aufsteiger FK Jenissei Krasnojarsk verliehen. Während der Leihe kam er zu 25 Einsätzen in der Premjer-Liga, aus der Jenissei aber direkt wieder abstieg.
Trotz des Abstiegs wechselte Sotow zur Saison 2019/20 fest nach Krasnojarsk. In den folgenden drei Jahren kam er dort zu 81 Zweitligaeinsätzen. Zur Saison 2022/23 zog er weiter zum Ligakonkurrenten Rubin Kasan. Für Kasan absolvierte er 32 Zweitligapartien, als Zweitligameister stieg er mit den Tataren ins Oberhaus auf. In der Saison 2023/24 kam er in Folge 26 Mal in der ersten Liga zum Zug.

### Nationalmannschaft
Sotow debütierte im November 2010 für die russische U-21-Auswahl. Mit dieser nahm er 2013 an der EM teil. Während des Turniers kam er aber nicht zum Zug, Russland schied punktlos in der Vorrunde aus.